# حسین‌آباد رخنه گل
رخنه گرگ، روستایی از توابع بخش قلندرآباد شهرستان فریمان در استان خراسان رضوی ایران است.دارای مسجد و مدرسه و آرامستان و گلخانه و مغازه... است.گاز و آب و برق و تلفن و خانه بهداشت دارد.بیشتر کشاورز و دامدارند.

## جمعیت
این روستا در دهستان قلندرآباد قرار دارد و براساس سرشماری مرکز آمار ایران در سال ۱۳۸۵، جمعیت آن ۱٬۲۹۶ نفر (۲۸۶خانوار) بوده‌است.